# マーヴィン・ソーデル
マーヴィン・アンソニー・ソーデル（Marvin Anthony Sordell, 1991年2月17日 - ）は、イングランド・ハーロウ区ピナー出身のサッカー選手。ポジションはFW（センターフォワード）。

## 経歴
2016-17シーズン前半はフットボールリーグ1のコヴェントリー・シティFCでチーム内最多得点の活躍を見せ、2017年1月1日にステュアート・ビーヴォン及びカラム・レイリーとのトレードでチャンピオンシップのバートン・アルビオンFCへシーズン末までの契約で移籍した。